# Výrava (přítok Laborce)
Výrava je vodní tok (ID vodního toku 4-30-03-2362) v severovýchodním Slovensku, který protéká okresy Medzilaborce a Humenné, je levostranným přítokem řeky Laborec. Délka toku je 24,55 km a rozloha povodí 115,272 km².

## Popis
Pramení severně od obce Výrava v Laborecké vrchovině na východním svahu Magury (755,3 m n. m.) v CHKO Východné Karpaty, nedaleko polsko-slovenských státních hranic v nadmořské výšce asi 600 m n. m. V nadmořské výšce 554,5 m n. m. přibírá svůj první přítok a teče jihozápadním směrem. Vstupuje do Medzilaborecké brázdy a přibírá z pravé strany potok Suchá (Tichá) Výrava a krátkým úsekem směřuje na jih. Obcí Výrava už protéká jihovýchodním směrem, za ní přibírá zprava Malou Výravu a pozvolna se stáčí na jih. Koryto řeky je kamenité a úzké, které se postupně rozšiřuje. Z levé strany ústí potok Světlička. Před soutokem asi v délce půl kilometru se nacházejí peřeje. Výrava se prořezává masívem Laborecké vrchoviny. Na tomto úseku rozšířené koryto bylo v řkm 12,5 uměle přehrazeno betonovou hrází a byla vybudovaná malá vodní elektrárna (277 m n. m.). Následně v Papinské brázdě protéká obcí Zbojné, z pravé strany přibírá Volový potok a teče přes obec Rokytov pri Humennom, na jejím území přibírá zleva Oľšavu. Později přibírá zleva potok Jabloňov a potok, který protéká obcí Slovenské Krivé. Výrava se stáčí na jihozápad a protéká obcí Jabloň. Po soutoku s levostranným potokem Lipová teče kolem osady Roveň krátkým úsekem západním směrem a severně od obce Koškovce v nadmořské výšce 189,4 m n. m. ústí do Laborce v jeho řkm 84,6.
| Název                               | Přítok levý/ pravý | Délka toku [km] | Rozloha povodí [km²] | zdroj |
| ----------------------------------- | ------------------ | --------------- | -------------------- | ----- |
| Suchá Výrava                        | pravý              |                 |                      |       |
| Halašský potok                      | pravý              |                 |                      |       |
| Labový potok                        | pravý              |                 |                      |       |
| Malá Výrava                         | levý               | 2,38            | 4,332                | [ 1 ] |
| Košiarský potok + Oľšinkovský potok | levý               |                 |                      |       |
| Svetlička                           | levý               | 7,36            | 28,009               | [ 1 ] |
| Černinský potok                     | levý               |                 |                      |       |
| Volový potok                        | pravý              | 4,78            | 2,750                | [ 1 ] |
| Olšava                              | levý               | 5,95            | 8,983                | [ 1 ] |
| Jabloňov                            | levý               | 4,46            | 4,818                | [ 1 ] |
| Lipová                              | levý               |                 |                      |       |